# CSA Steaua Rangers

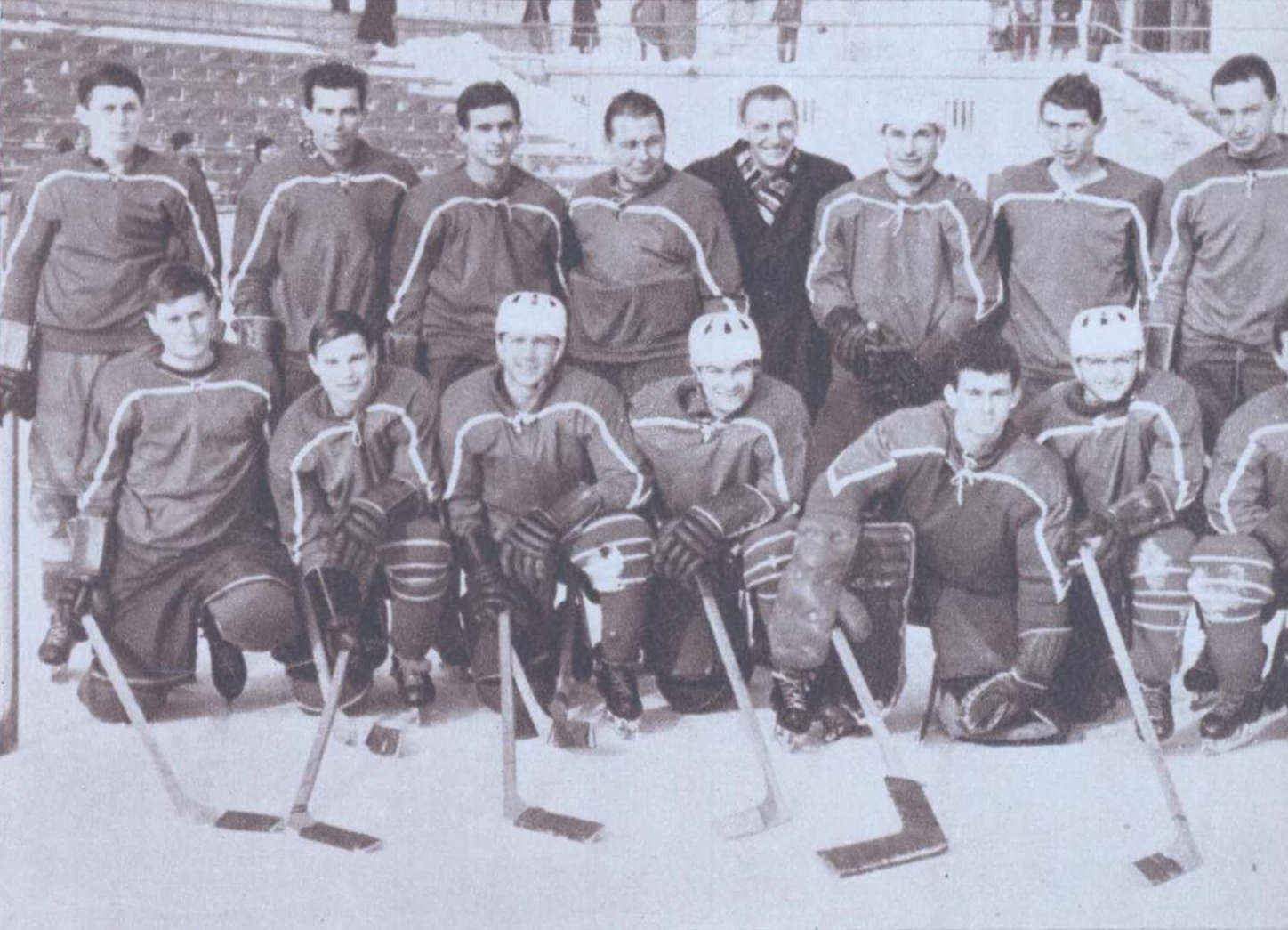
Steaua București (1963)

Steaua Rangers este un club de hochei pe gheață din București, România care evolueaza in Liga Națională de hochei. A fost înființat în 1951, sub numele CCA București, preluând denumirea Steaua în 1961. Din ianuarie 2010, lângă numele Steaua a fost adăugat și al doilea nume, Rangers. Este cel mai titrat club din hocheiul pe gheață românesc, având cel mai mare număr de titluri de campioană (40),acesta fiind un record mondial. De asemenea a câștigat cele mai multe Cupe ale României (33).
Și-a disputat meciurile pe gheața de acasă pe Patinoarul Mihai Flamaropol demolat în 2018, arenă a fost inaugurată în 1952 și avea o capacitate de 8.000 de locuri. În viitor, va evolua pe o arenă proprie care va avea o capacitate de 3.000 de locuri la standarde internaționale.
Pe lângă competițiile interne, Steaua a participat și în competiții internaționale. În 1966 a cucerit medalia de argint la Universiada de iarnă.
În sezonul 2008-2009 a luat startul în Liga MOL, turneu organizat în colaborare cu Federația Maghiară de hochei pe gheață, clasându-se pe locul 6 din zece participante.

## Palmares
Liga Națională de hochei:
 Campioni (40 - record):   1953, 1955, 1956, 1958, 1959, 1961, 1962, 1964, 1965, 1966, 1967, 1969, 1970, 1974, 1975, 1977, 1978, 1980, 1982, 1983, 1984, 1985, 1986, 1987, 1988, 1989, 1990, 1991, 1992, 1993, 1994, 1995, 1996, 1998, 1999, 2001, 2002, 2003, 2005, 2006
Cupa României
 Câștigători (33 - record): 1969, 1973, 1974, 1975, 1976, 1977, 1978, 1980, 1981, 1982, 1984, 1985, 1986, 1987, 1989, 1990-primăvară, 1990-toamnă, 1991, 1992, 1993, 1994, 1995, 1996, 1998-primăvară, 1998-toamnă, 1999, 2000, 2002, 2004, 2005, 2008, 2011-toamna, 2012

## Lotul de jucători 2009-2010
| Portari | Portari                 |
| ------- | ----------------------- |
| 1       | România Adrian Catrinoi |
| 30      | România Istvan Cergo    |
| 29      | România Lorand Kari     |
| 67      | România Lucian Hangan   |

| Apărători | Apărători                   |
| --------- | --------------------------- |
| 14        | România Andras Kostandi     |
| 6         | România Eugen Draghici      |
| 4         | Ucraina Ievgen Iemelianenko |
| 33        | România Stefan Florea       |
| 5         | România Cosmin Flueras      |
| 32        | România Nicusor Lusneac     |
| 15        | România Zsolt Mastaleriu    |
| 7         | Ucraina Ievgen Pysarenko    |
| 25        | Belarus Valentin Kulianok   |

| Atacanți | Atacanți                     |
| -------- | ---------------------------- |
| 24       | România Antal Zsombor        |
| 21       | România Andrei Butochnov     |
| 69       | România Andrei Dumitru       |
| 22       | România Mihai Georgescu      |
| 63       | România Roberto Gliga        |
| 10       | România Adrian Irimia        |
| 13       | România Razvan Lupascu       |
| 99       | România Claudiu Mihailescu   |
| 12       | România Viorel Nicolescu     |
| 18       | România Leonard Pascaru      |
| 90       | România Bogdan-Andrei Stefan |
| 19       | România Ciprian Tapu         |
| 16       | România Ioan Timaru          |
| 26       | România Cosmin Gabriel Vlad  |
| 55       | Ucraina Denis Zabludovsky    |
| 23       | Canada Brian Soso            |
| 44       | Canada Cam Severson          |
| 11       | România Marius Marcus        |

## Jucători de seamă
- Mihai Flamaropol
- Adam Krug
- Cam Severson
- Dezső Varga[2]